# Jakub Błaszczykowski
Jakub „Kuba“ Błaszczykowski [ˈjakup bwaʃʧɨˈkɔfski] (anhörenⓘ) (* 14. Dezember 1985 in Truskolasy, Polen) ist ein ehemaliger polnischer Fußballspieler. Er stand zuletzt in Diensten von Wisła Krakau. Zuvor war er von 2007 bis 2015 bei Borussia Dortmund unter Vertrag, mit der er 2011 und 2012 deutscher Fußballmeister wurde. Im August 2023 beendete er seine aktive Laufbahn als Fußballspieler.

## Karriere

### Vereine

#### Anfänge in Polen
Jakub Błaszczykowski begann seine Fußballkarriere mit acht Jahren zusammen mit seinem drei Jahre älteren Bruder Dawid bei Raków Częstochowa. Es entdeckten ihn die Scouts des polnischen Rekordmeisters und Erstligisten Górnik Zabrze, wohin er im Herbst 2002 wechselte. Bei Górnik Zabrze konnte er sich jedoch nicht durchsetzen und wurde 2003 wieder zurück nach Częstochowa zum Lokalrivalen KS Częstochowa in die vierte polnische Liga abgegeben. 2005 gelang ihm dann der Durchbruch, als er in der Winterpause 2004/05 vom damaligen amtierenden polnischen Meister Wisła Krakau verpflichtet wurde und sich dort einen Stammplatz erarbeitete. Noch im selben Spieljahr wurde er mit Wisła Krakau polnischer Meister.

#### Karrierehöhepunkt bei Borussia Dortmund

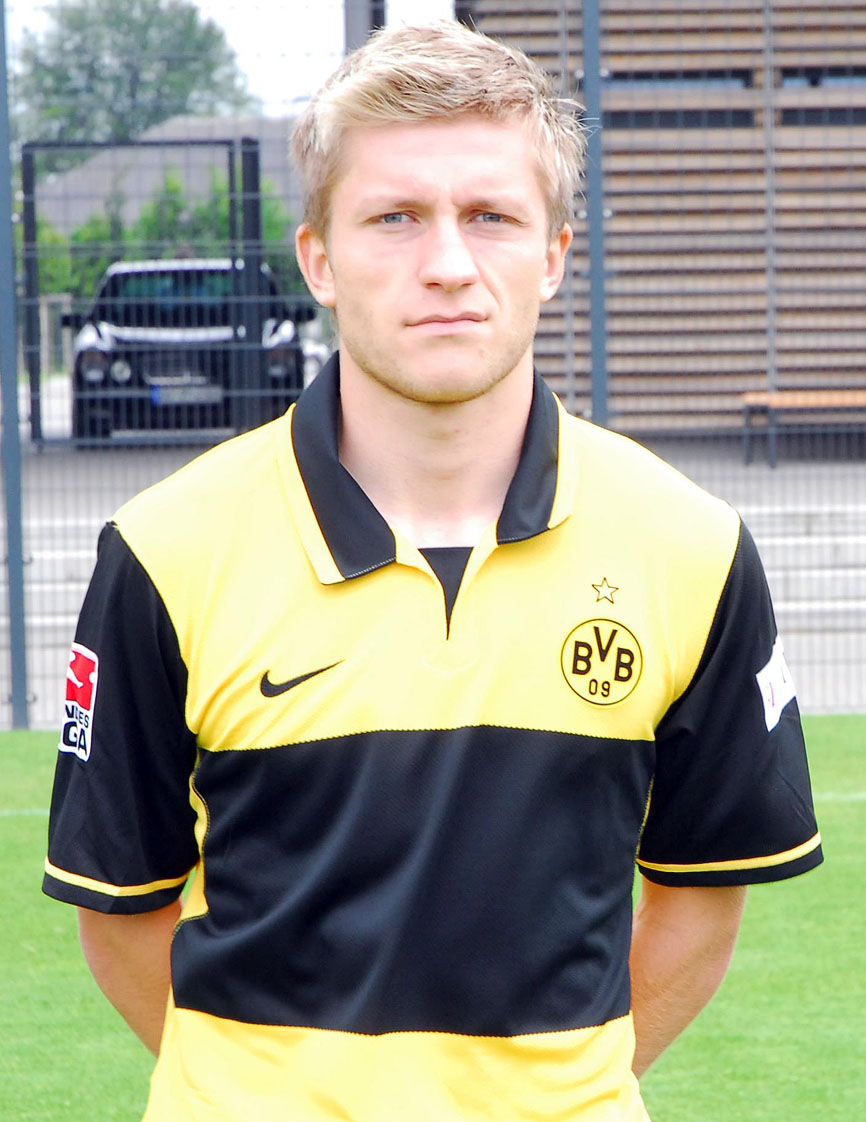
Błaszczykowski im Trikot von Borussia Dortmund (2007)

Zur Saison 2007/08 wechselte er zu Borussia Dortmund. Błaszczykowski galt zu der Zeit als eines der hoffnungsvollsten polnischen Fußballtalente. Zbigniew Boniek bezeichnete ihn als „kleinen Figo“. Mit Borussia Dortmund stand er am 19. April 2008 im DFB-Pokal-Finale in Berlin, das die Mannschaft nach Verlängerung mit 1:2 gegen den FC Bayern München verlor. Sein erstes Pflichtspieltor für Borussia Dortmund erzielte er am 25. April 2008 im Spiel gegen Eintracht Frankfurt zum 1:1-Endstand. Nach Rang sechs 2009 und dem fünften Platz 2010 wurde Błaszczykowski mit Borussia Dortmund 2011 und 2012 Deutscher Meister. Am 12. Mai 2012 spielte er mit Borussia Dortmund erneut im DFB-Pokal-Finale in Berlin und gewann diesmal 5:2 gegen Bayern München.
Am 18. Spieltag der Saison 2013/14 erlitt er im Heimspiel gegen den FC Augsburg einen Kreuzbandriss im rechten Knie, nachdem er im Rasen hängengeblieben war. Er gab sein Comeback am 9. Dezember 2014 beim 1:1-Remis im Champions-League-Spiel gegen den RSC Anderlecht, als er in der 84. Spielminute für Shinji Kagawa eingewechselt wurde.
Błaszczykowskis Trikot mit der Nummer 16 trug bis zur Saison 2011/12 die Aufschrift seines Spitznamens Kuba, des polnischen Diminutivs von Jakub. Seit der Spielzeit 2012/13 wurde auf seinen Wunsch sein vollständiger Name Błaszczykowski abgedruckt. In der Sommerpause 2012 verlängerte Błaszczykowski seinen Vertrag mit Borussia Dortmund um drei Jahre bis 2016; im Juni 2013 erneut um zwei Jahre bis zum 30. Juni 2018.

#### Über Florenz nach Wolfsburg

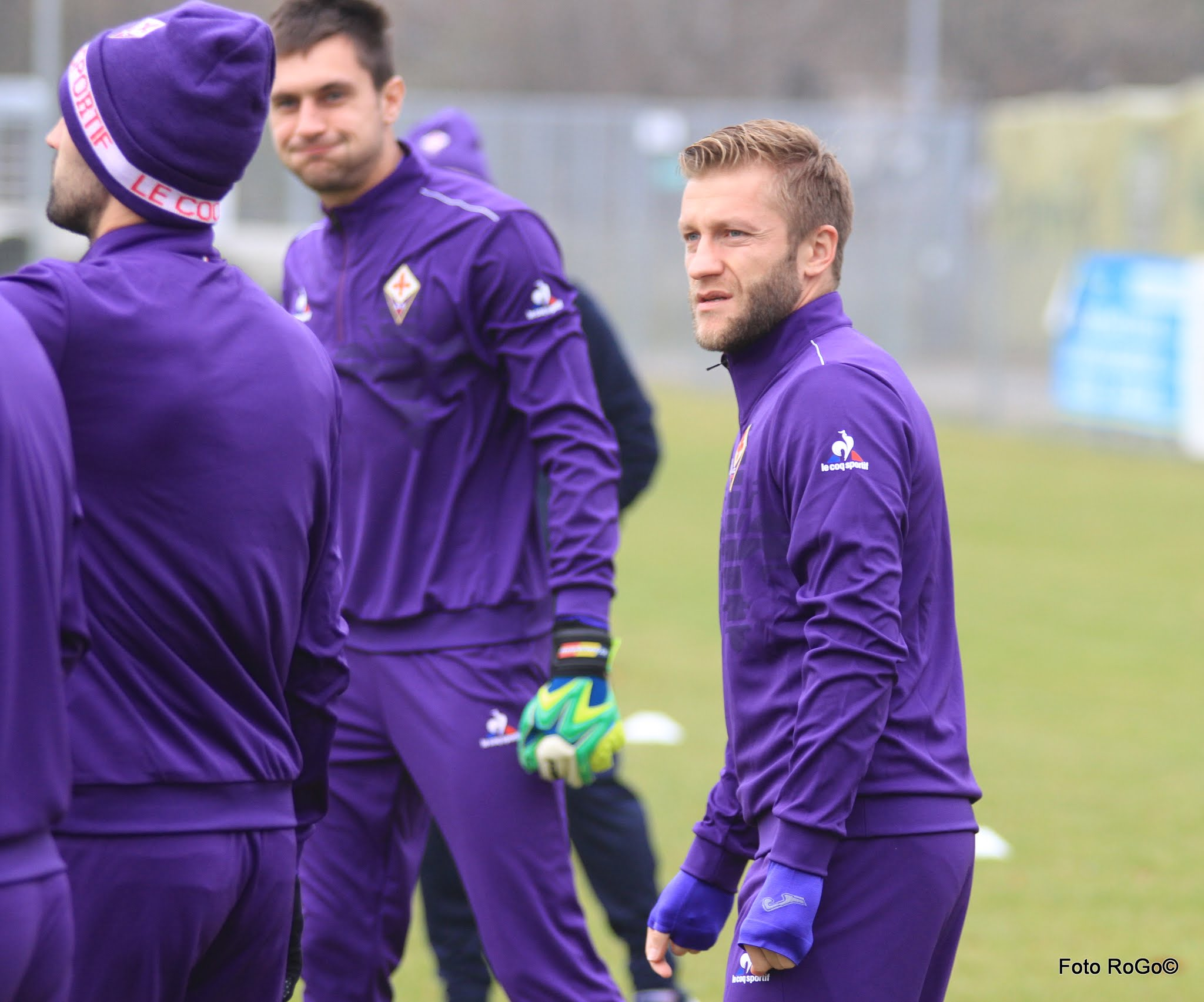
Błaszczykowski im Training bei der AC Florenz (2015)

Zum Ende der Sommertransferperiode am 31. August 2015 wurde Błaszczykowski für die Saison 2015/16 an den italienischen AC Florenz ausgeliehen.
Nach dem Ende der Leihe beim AC Florenz und der anschließenden Europameisterschaft in Frankreich kehrte Błaszczykowski nicht mehr zu Borussia Dortmund zurück, sondern wechselte zur Saison 2016/17 zum VfL Wolfsburg, bei dem er einen bis zum 30. Juni 2019 datierten Dreijahresvertrag erhielt. Sein Debüt für die Wölfe gab er am 27. August 2016 (1. Spieltag) beim 2:0-Auswärtssieg gegen den FC Augsburg. Sein erstes Bundesligator für VfL Wolfsburg erzielte er am 15. Oktober 2017 (8. Spieltag) beim 2:2-Remis im Auswärtsspiel gegen Bayer 04 Leverkusen mit dem Treffer zum Endstand in der 69. Minute. In beiden Spielzeiten musste Błaszczykowski mit VfL Wolfsburg jeweils in der Abstiegsrelegation antreten, sowohl gegen Eintracht Braunschweig als auch gegen Holstein Kiel wurde die Klasse gehalten.
Nachdem Błaszczykowski in der Hinrunde der Saison 2018/19 unter Bruno Labbadia nur zu einem Kurzeinsatz in der Bundesliga gekommen war, einigte er sich mit dem Verein Anfang Januar 2019 während der Winterpause auf eine Vertragsauflösung.
Błaszczykowski hält den Rekord für die höchste Auswechselquote in der Bundesliga (119 Auswechslungen bei 235 Einsätzen).

#### Rückkehr zu Wisła Krakau
Am 7. Februar 2019 wurde öffentlich, dass Błaszczykowski einen sechsmonatigen Vertrag beim polnischen Erstligisten Wisła Krakau unterschrieben hatte und somit zu seinem Ex-Verein zurückkehrte. Der Vertrag sicherte ihm ein Monatsgehalt von nur 500 Złoty (umgerechnet etwa 116 Euro) zu und ist Teil einer finanziellen Unterstützung Błaszczykowskis für den in wirtschaftliche Schieflage geratenen Verein. Der Mittelfeldspieler spendet sein komplettes Gehalt in Form von Eintrittskarten an örtliche Waisenhäuser. Im Sommer 2019 wurde der Vertrag des Mittelfeldspielers bis Juni 2020 verlängert.
Im Rahmen der globalen COVID-19-Pandemie gab der Pole Anfang April 2020 an, gemeinsam mit zwei Geschäftspartnern die Fußballabteilung des Vereins erwerben zu wollen, um sie vor dem finanziellen Aus zu bewahren.
Im Sommer 2023 beendete er dort seine Karriere im Alter von 37 Jahren.
Sein Abschied vom Profifußball soll beim sogenannten Abschiedszczspiel erfolgen, wo er und Lukasz Piszczek Aushängeschild sind, und wo einige BVB Legenden als auch Trainer Jürgen Klopp teilnehmen sollen.

### Nationalmannschaft

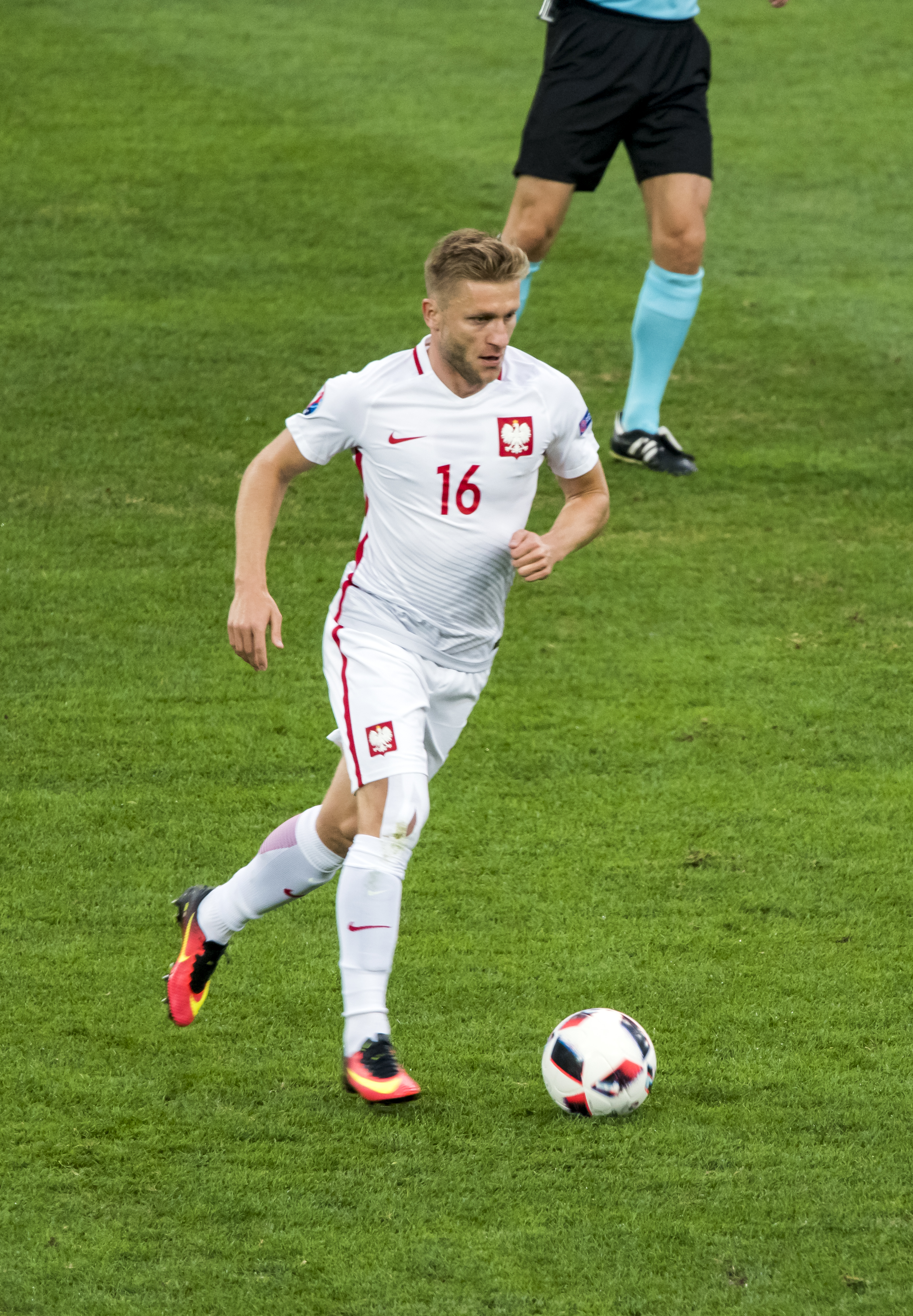
Błaszczykowski im Trikot der Nationalmannschaft (2016)

Am 28. März 2006 debütierte Błaszczykowski in der A-Nationalmannschaft im Freundschaftsspiel gegen Saudi-Arabien, wurde allerdings vom damaligen Nationaltrainer Paweł Janas nicht in den WM-Kader 2006 berufen. Zwei Jahre später wurde er vom neuen Trainer Polens, Leo Beenhakker, für die Europameisterschaft 2008 nominiert. Kurz vor dem ersten Gruppenspiel gegen Deutschland verletzte sich Błaszczykowski am Oberschenkel und musste abreisen; für ihn wurde Łukasz Piszczek nachnominiert.
Anfang 2011 übernahm Błaszczykowski erstmals die Kapitänsbinde und führte das polnische Team auch als Kapitän in die Europameisterschaft 2012 im eigenen Land. Am 12. Juni 2012 erzielte er dort mit dem Treffer zum 1:1-Endstand im Spiel gegen Russland seinen ersten Treffer bei einem internationalen Turnier. Bis 2014 war Błaszczykowski Spielführer der Nationalmannschaft. Dann fehlte er über ein Jahr verletzungsbedingt und kehrte erst in der zweiten Hälfte der Qualifikation zur Fußball-Europameisterschaft 2016 in Frankreich zurück. Erst in der EM-Vorbereitung absolvierte er wieder eine vollständige Partie im Nationaltrikot und stand dann zum dritten Mal in einem EM-Aufgebot Polens. Im Auftaktspiel gegen Nordirland gab er die Vorlage für den Siegtorschützen Arkadiusz Milik und auch gegen Deutschland stand er in der Stammelf. Im letzten Gruppenspiel gegen die Ukraine erzielte er kurz nach seiner Einwechslung in der Halbzeit den 1:0-Siegtreffer und ist damit der erste polnische zweifache EM-Torschütze. Polen erreichte damit als Gruppenzweiter das Achtelfinale und traf dort auf die Schweiz. Das Spiel gewannen sie im Elfmeterschießen, wobei Błaszczykowski den vierten von fünf Elfmetern verwandelte. Das Viertelfinale gegen Portugal wurde abermals im Elfmeterschießen entschieden. Błaszczykowski verschoss den entscheidenden Elfmeter und Portugal zog ins Halbfinale ein.
Bei der Weltmeisterschaft 2018 in Russland gehörte er zum polnischen Aufgebot. Er wurde in einem Gruppenspiel eingesetzt und schied mit der Mannschaft nach der Gruppenphase aus. Sein letztes Länderspiel absolvierte er am 16. Juni 2023 beim Freundschaftsspiel gegen die deutsche Nationalmannschaft in Warschau, bei dem er in der 16. Minute unter Beifall ausgewechselt wurde.

## Erfolge

### Vereinsmannschaften
Wisła Krakau
- Polnischer Meister (1): 2005

Borussia Dortmund
- Deutscher Meister (2): 2011, 2012
  - Deutscher Vizemeister (2): 2013, 2014
- DFB-Pokal (1): 2012
  - DFB-Pokal-Finalist (3): 2008, 2014, 2015
- DFL-Supercup (2): 2013, 2014

- Champions-League-Finalist (1): 2013

### Auszeichnungen
- Polens Fußballer des Jahres (2): 2008, 2010[22]
- Deutschlands Mannschaft des Jahres (1): 2011 (als Mitglied von Borussia Dortmund)

## Familie
Błaszczykowski ist verheiratet und ist Vater von drei Kindern; zwei Töchtern und einem Sohn.
Er stammt aus einer Sportlerfamilie: Sein Onkel Jerzy Brzęczek spielte ebenfalls in der Nationalmannschaft und war deren Kapitän, als sie bei den Olympischen Spielen 1992 die Silbermedaille gewann. Später trainierten dieser und Błaszczykowskis Bruder Dawid den polnischen Drittligisten Raków Częstochowa. Sein Cousin Janusz Wojnarowicz ist einer der besten Judoka Polens (sechs EM-Medaillen).
Błaszczykowski wurde als Zehnjähriger Zeuge davon, wie sein Vater seine Mutter erstach. Dieser musste dafür 15 Jahre ins Gefängnis und starb 2012. Jakub und sein Bruder wurden von ihrer Großmutter großgezogen.